# Antoine de Lumbres
Antoine de Lumbres est un diplomate français, seigneur d'Herbinghen, de Marquise, de Dannes et de Longvilliers, né en 1598, mort à Longvilliers le 14 mai 1676.

## Biographie
Antoine de Lumbres est le fils unique de Jacques de Lumbres, écuyer, lieutenant général au bailliage de Montreuil, et de Jeanne de Cormette, veuve de Charles de Poucques dont elle avait eu François de Poucques.
Antoine de Lumbres était un juriste. Il a été président du gouvernement de la ville d'Hesdin et de la ville de Saint-Pol en 1639. 
Présenté par le duc de Longueville, il a été distingué par le cardinal de Richelieu qui a apprécié son esprit élevé et instruit, son caractère ferme et loyal. Il l'a envoyé en mission diplomatique auprès de l'électeur de Trèves, en 1635. En 1641, il est choisi comme procureur du roi dans le procès du chevalier Saint-Preuil, gouverneur d'Arras, qui a été décapité.
Après la paix de Tongres, conclue le 26 avril 1640 et publiée le 4 juillet, entre le parti des Grignoux de la ville de Liège et le prince-évêque de Liège, il n'y avait plus de résident de France dans la principauté de Liège. Après la victoire de Rocroi, le 10 mai 1643, les troupes françaises occupent une partie des Pays-Bas espagnols. Le 15 juillet 1645, au passage à Huy du duc de Longueville se rendant à Münster rejoindre Abel Servien et le comte d'Avaux pour participer aux négociations préliminaires des traités de Westphalie il reçoit une députation des États de la principauté lui demandant de venir à Liège. Celui-ci accepte à condition de recevoir les charges contre les proscrits Grignoux réfugiés à Maastricht. Ces documents sont envoyés au printemps 1646. Ils sont examinés par Antoine de Lumbres, alors collaborateur du duc de Longueville pendant les négociations de Münster. Il est envoyé à Liège en juillet 1646 où il est résident sans lettres de créance entre août 1646 et août 1649, résident auprès de la cité de Liège et des États de Liège entre le 1er septembre 1646 et le 9 août 1650. Le prince-évêque Ferdinand de Bavière souhaitait faire élire son neveu Maximilien-Henri de Bavière comme coadjuteur, ce qui a été possible après l'armistice d'Ulm entre Maximilien Ier duc de Bavière avec le roi de France, le 14 mars 1647. Antoine de Lumbres a maintenu l'influence française à Liège. Négociateur français à Münster d'un traité entre la France et l'Espagne, il est revenu à Liège en mai 1649, après la rupture des pourparlers due au blocus de Paris pendant la Fronde. Il a rencontré à Liège les députés liégeois qui avaient rencontré Mazarin. Mais celui-ci avait préféré rester hors des affrontements entre les États et le prince-évêque. Ferdinand de Bavière, aussi archevêque de Cologne, envoie une armée pour combattre une révolte des Grignoux qui s'empare de la ville de Liège le 29 août 1649. Antoine de Lumbres a dû se réfugier dans le palais des princes-évêques de Liège. Les partisans de la France sont arrêtés et les deux bourgmestres de la ville favorables à la France sont décapités. N'ayant pas reçu d'accréditation auprès du prince-évêque, il n'a pas pu empêcher l'élection de Maximilien-Henri de Bavière comme coadjuteur, le 19 octobre 1649. Il a protesté contre la prise de quartier d'hiver des troupes espagnoles et lorraines dans la principauté de Liège. Le coadjuteur considérait qu'il ne pourrait pas être maître de la ville tant qu'Antoine de Lumbres y serait présent. Il a donc cherché à le faire partir. Il obtient des États de Liège d'empêcher la levée de troupes pour les Frondeurs. Antoine de Lombres a quitté Liège le 31 août 1650.
Antoine de Lumbres a failli être envoyé auprès d'Oliver Cromwell à son retour en France. À partir de 1655, il est envoyé auprès de la diète de députation de Francfort qui s'est tenue d'août 1655 à avril 1657, pour y rencontrer les délégués des princes et électeurs du Saint-Empire sous prétexte d'empêcher toute infraction à la paix de Westphalie, mais en réalité pour détourner les électeurs de procéder à l'élection de l'archiduc Léopold comme roi des Romains. Il se déplace en divers autres endroits de l'Allemagne où il doit rechercher à rapprocher les princes allemands de la France. Il est ensuite envoyé auprès de l'électeur de Brandebourg, et arrive à Berlin en juin 1655. Il y reste jusqu'en 1656. Il a conclu un traité défensif entre l'électeur de Brandebourg et le roi de France pour six ans, le 24 février 1656. La France cherche alors à conserver l'alliance entre le roi de Suède et l'électeur de Brandebourg, mais en 1657, l'électeur de Brandebourg va s'inquiéter des attaques du roi de Suède. Antoine de Lumbres part ensuite près du roi de Pologne, où il reste jusqu'en 1665. 

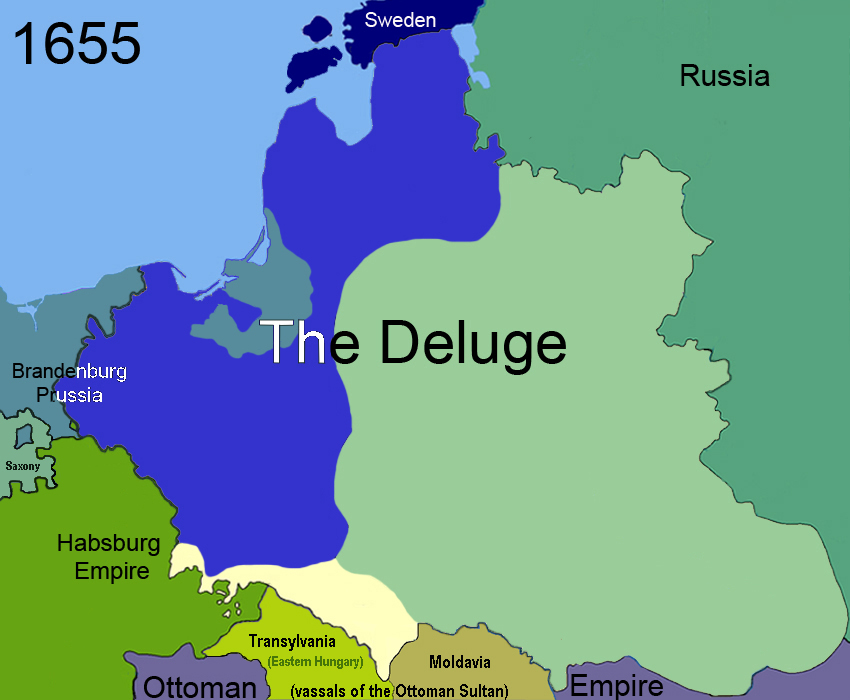
Avancée approximatives de la Suède (bleu) et de la Russie (vert) en Pologne-Lituanie

La Pologne était attaquée par le roi de Suède, l'électeur de Brandebourg, à l'ouest et au nord, à l'est et au sud par le tsar de Russie Alexis Ier, le prince de Transylvanie Georges II Rákóczi et les cosaques d'Ukraine menés par Bohdan Khmelnytsky. Ce moment de l'histoire de la Pologne, au cours de la première guerre du Nord, est appelé le Déluge. Inquiet de l'avance des Suédois, le tsar met le siège à Riga, ville tenue par les Suédois, en août 1656, permettant à la république des Deux Nations de regrouper ses forces après la défaite à la bataille de Varsovie et signe la trêve de Vilnius avec la Pologne le 3 novembre 1656. Antoine de Lumbres est appelé par Charles d'Avaugour du Bois, ambassadeur de France auprès du roi de Suède alors qu'il est le représentant du roi de France auprès de l'électeur de Brandebourg pour se rencontrer à Heiligenbeil. Mazarin avait envoyé en mars 1656 des instructions à d'Avaugour de conclure une alliance avec Charles X Gustave qui serait un prélude à un rapprochement avec la Pologne. D'Avaugour lui propose de passer en Pologne pour éviter que le roi de Pologne s'allie à l'empereur du Saint-Empire et le tsar de Russie contre la Suède et amener les Polonais à faire la paix avec les Suédois. Il reçoit de Jacques Ier Kettler, duc de Courlande, le 14 octobre 1656, une lettre avec le titre d'ambassadeur de sa Majesté Très Chrétienne pour les traités de Pologne et de Suède. Face aux prétentions du roi de Suède à dominer les côtes de la mer Baltique et aux destructions qu'ils ont faites, la noblesse polonaise souhaite continuer la guerre contre la Suède et s'allier à l'empereur du Saint-Empire et avec le tsar. Face à Antoine de Lumbres qui défend les intérêts du roi de France, François-Paul de Lisola représente l'empereur du Saint-Empire. En 1657, l'électeur de Brandebourg, le roi de Danemark et l'empereur du Saint-Empire entrent en guerre contre la Suède, ruinant les espoirs français d'une conclusion rapide de la paix. L'empereur n'a pas les moyens financiers nécessaires pour s'engager fortement dans le conflit, de même que l'électeur de Brandebourg. La Suède qui doit combattre du Danemark aux provinces baltes s'épuise. Finalement, à l'automne 1659, les délégations polonaises et suédoises se rencontrent à Thorn. Antoine de Lumbres a été le médiateur des négociations. La conclusion du traité des Pyrénées, en novembre 1659, permet de libérer la France de la menace espagnole. La mort de Charles X Gustave en février 1660 accélère les discussions. Le traité d'Oliva est conclu le 3 mai 1660 à l'abbaye d'Oliva près de Dantzig entre le roi de Suède et le royaume des Deux-Nations et ses alliés, l'empereur du Saint-Empire romain germanique et l'électeur de Brandebourg,.
Il a terminé sa carrière diplomatique à la cour de Brunswick de juin 1665 à avril 1666.
À son retour en France, il acquiert la seigneurie de Longvilliers en 1669 pour la somme de 180 000 livres. 
Il est conseiller du roi en ses Conseils d'État et privé.
Il s'est marié à Marthe de Liévrin dont il n'a pas eu d'enfants.

## Distinction
- Chevalier de l'ordre du roi, cordon bleu.

## Manuscrits
- Négociations d'Antoine de Lumbres, seigneur d'Herbinghem, à Liège, en Allemagne, en Prusse et en Pologne. Relations originales (1646-1665) (lire en ligne)
- Registre des dépêches adressées à la Cour, principalement à Henri-Auguste de Loménie de Brienne, à Mazarin et à Hugues de Lionne, par Antoine de Lumbres, seigneur d'Herbinghem, ambassadeur en Allemagne et en Pologne. Minutes. (1652 et 1655-1666.). III 19 janvier 1662-27 mars 1666 (lire en ligne)

## Publications
- Relations de Antoine de Lumbres, seigneur d'Herbinghem, Marquise, Danne et autres lieux, châtelain de Longvilliers, chevalier de l'Ordre du Roy, conseiller de Sa Majesté en ses Conseils d'Estat et privé, et son ambassadeur en Pologne et en Allemagne, touchant ses négociations et ambassades 1646-1650, Ouvrage publié pour la Société d'histoire diplomatique par le Cte Georges de Lhomel, Plon-Nourrit et Cie, Paris, 1911-1913, tome 1, 1646-1656, tome 2, 1656-1660, tome 3, 1660-1666.

## Hommage
- Rue Antoine de Lumbres, à Licques